# ユダヤ教
ユダヤ教（ユダヤきょう、ヘブライ語: יהדות）は、ユダヤ民族の民族宗教である一神教。ユダヤ民族は唯一神（ヤハウェ）を信仰し、アブラハムの子孫であるユダヤ人に伝えられたヘブライ語聖書を聖典として先祖代々受け継ぐ集団である。ヘブライ語聖書は、キリスト教で旧約聖書と呼んでいるもので、ユダヤ教ではタナハと呼ぶ。

## 概要

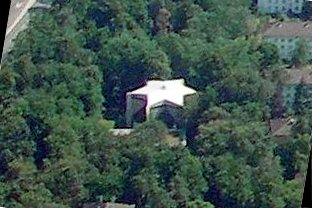
カールスルーエのシナゴーグ

『タナハ』 (ヘブライ語ラテン文字転記：tanakh)、『ミクラー』 (miqra') と呼ばれる書を聖典とする。これはキリスト教の『旧約聖書』に当たる書物である。ただし、成立状況が異なるので、キリスト教とは書物の配列が異なる。イスラム教でも『モーセ五書』は『コーラン』に次いで重要視される。ユダヤ教では、この他にタルムードをはじめとしたラビ文献も重視する。
しかし、ユダヤ教は信仰、教義そのもの以上に、その前提としての行為・行動の実践と学究を重視し、キリスト教、特にルター主義とは違う。タルムードとは複数のラビの意見が集約されたものであり、聖書の矛盾を解消するための説明もあれば、あまり洗練されていない教えもある。普遍的に通じる道徳的な教えもある一方で、儀式的で普遍的ではないものもある。例えば、アミーダー・アーレーヌー・ムーサーフなどを含んだシャハリート・ミンハー・マアリーブを行わないこと、シェマア・イスラーエールを唱えないこと、ミクラーを読まないこと、食事の前とトイレの後の手洗いと祈りを行わないこと、戸口のメズーザーに手を当てて祈りを行わないこと、カシュルートを実行しないこと、タルムード・トーラー、ベート・ミドラーシュ、イェシーバー、コーレールなどミクラーとラビ文献の研究を行わないこと、シャッバートを行わないこと、パーラーシャーを読まないことなどである。ユダヤ教において信仰とは善行という土台に基づくもので、信じるだけで救われるという講義をするラビはとても考えられない。そのため改宗にも時間がかかり、単なる入信とは大きく異なる。
以下に挙げるのは儀式的な異教由来のものである

現代ラビユダヤ教徒の務め
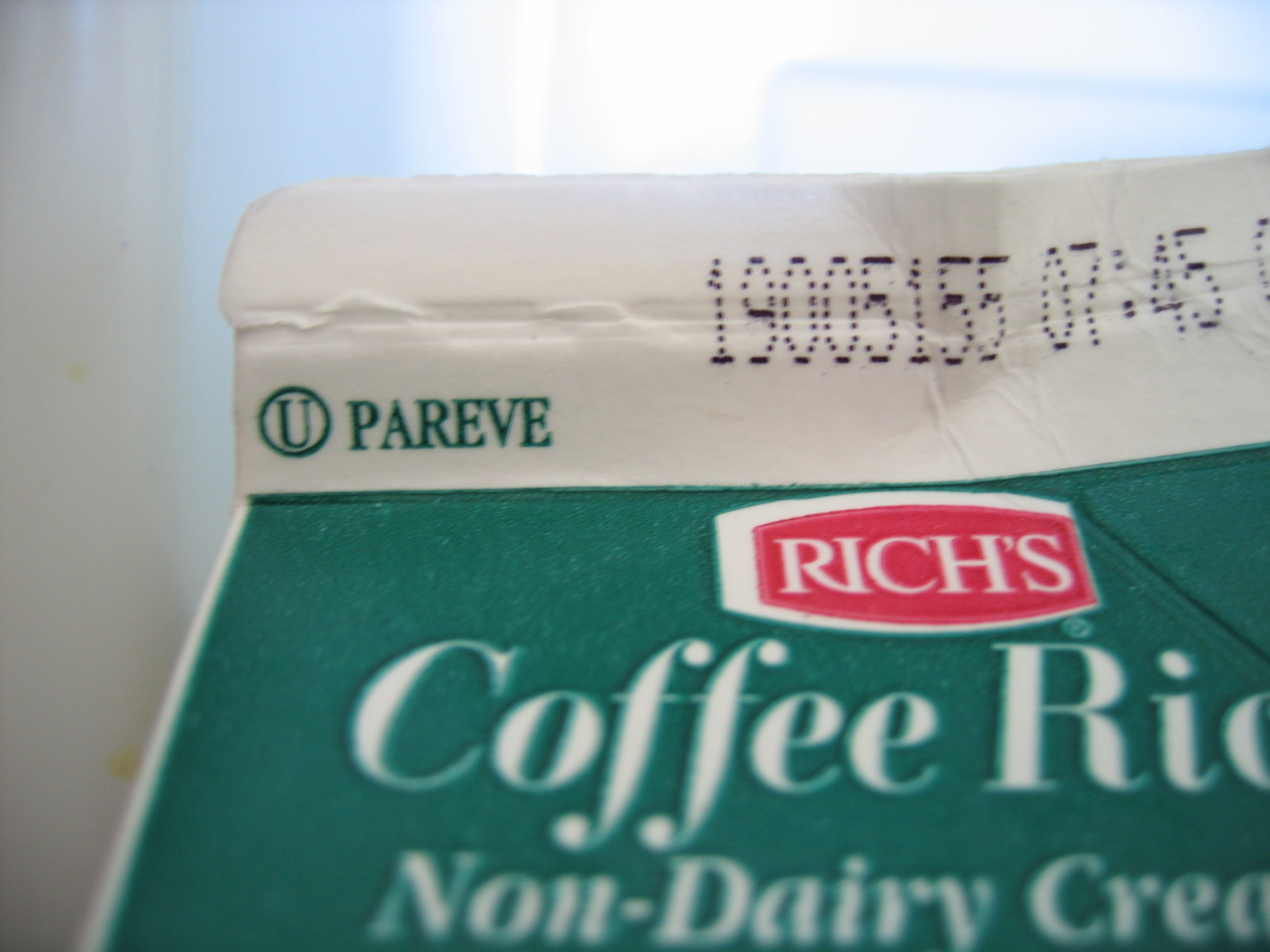
カシュルートを実行する
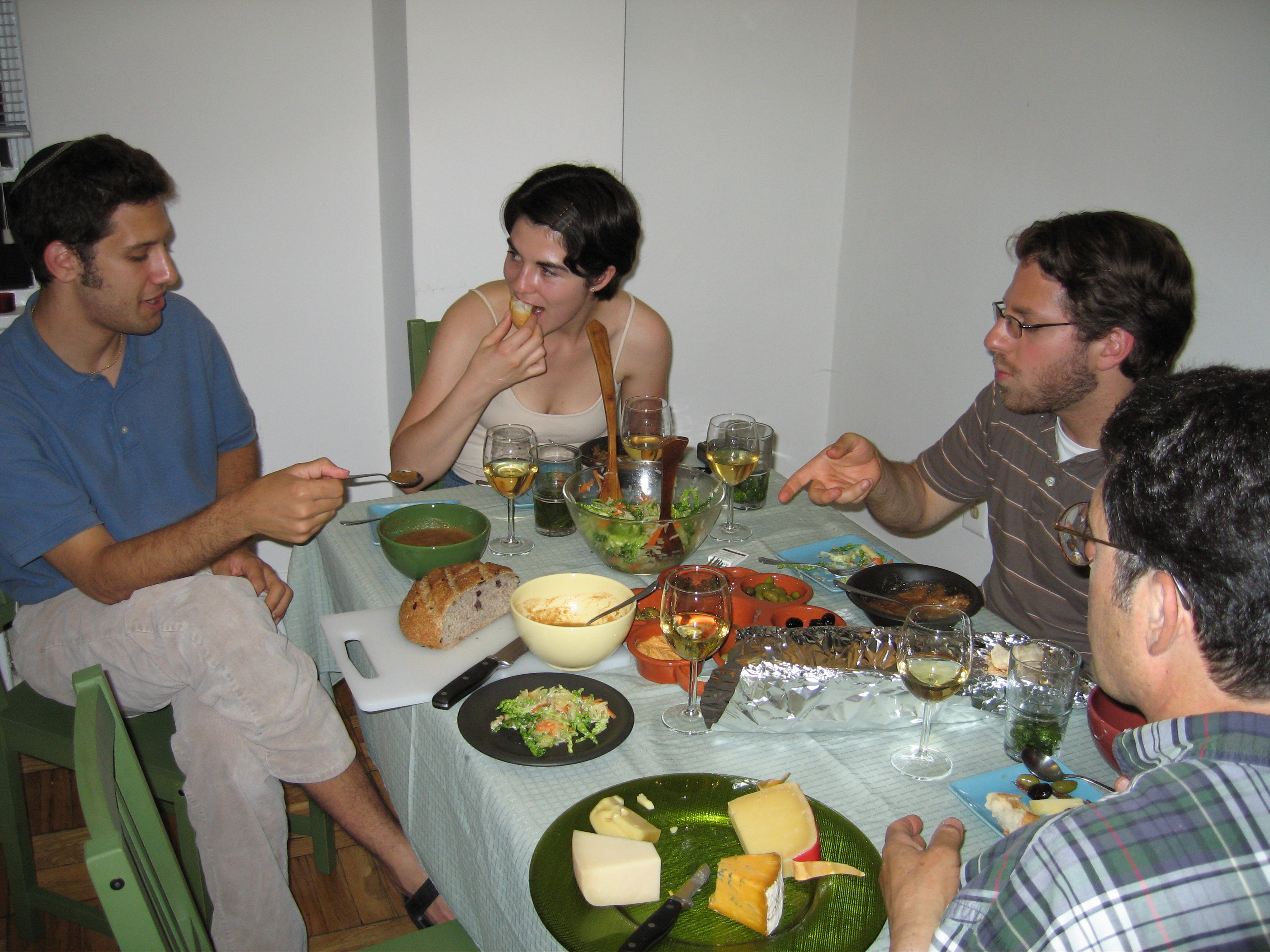
シャッバートを実行する
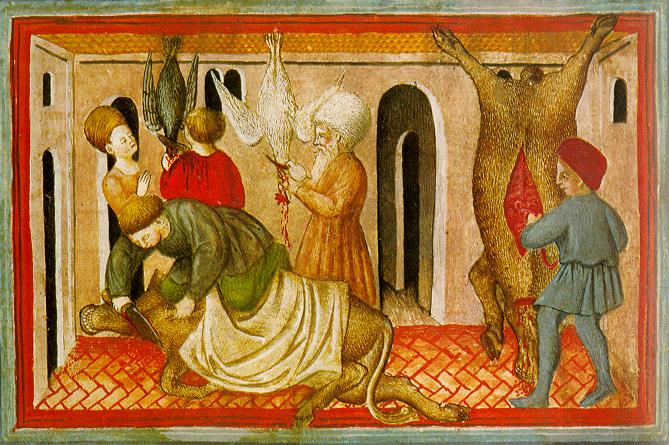
地上の動物は全てシェヒーターを行う
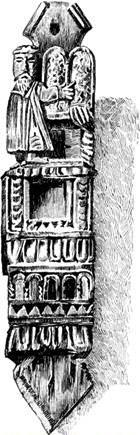
家に入るごとに、メズーザーに手を当てて祈る
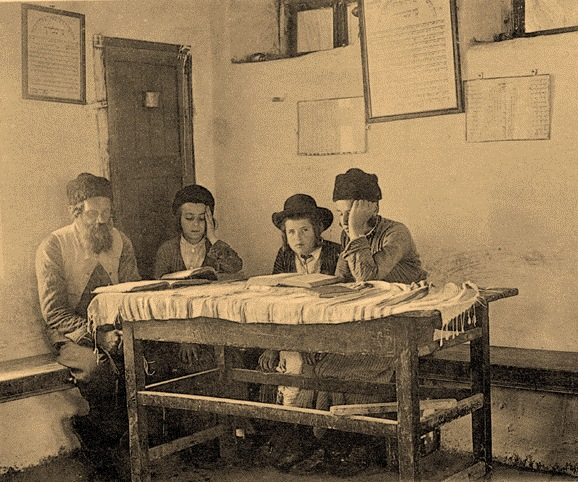
ヘデルでの研究。
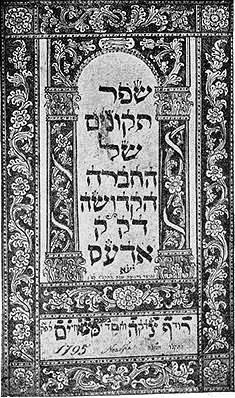
タッカーノート
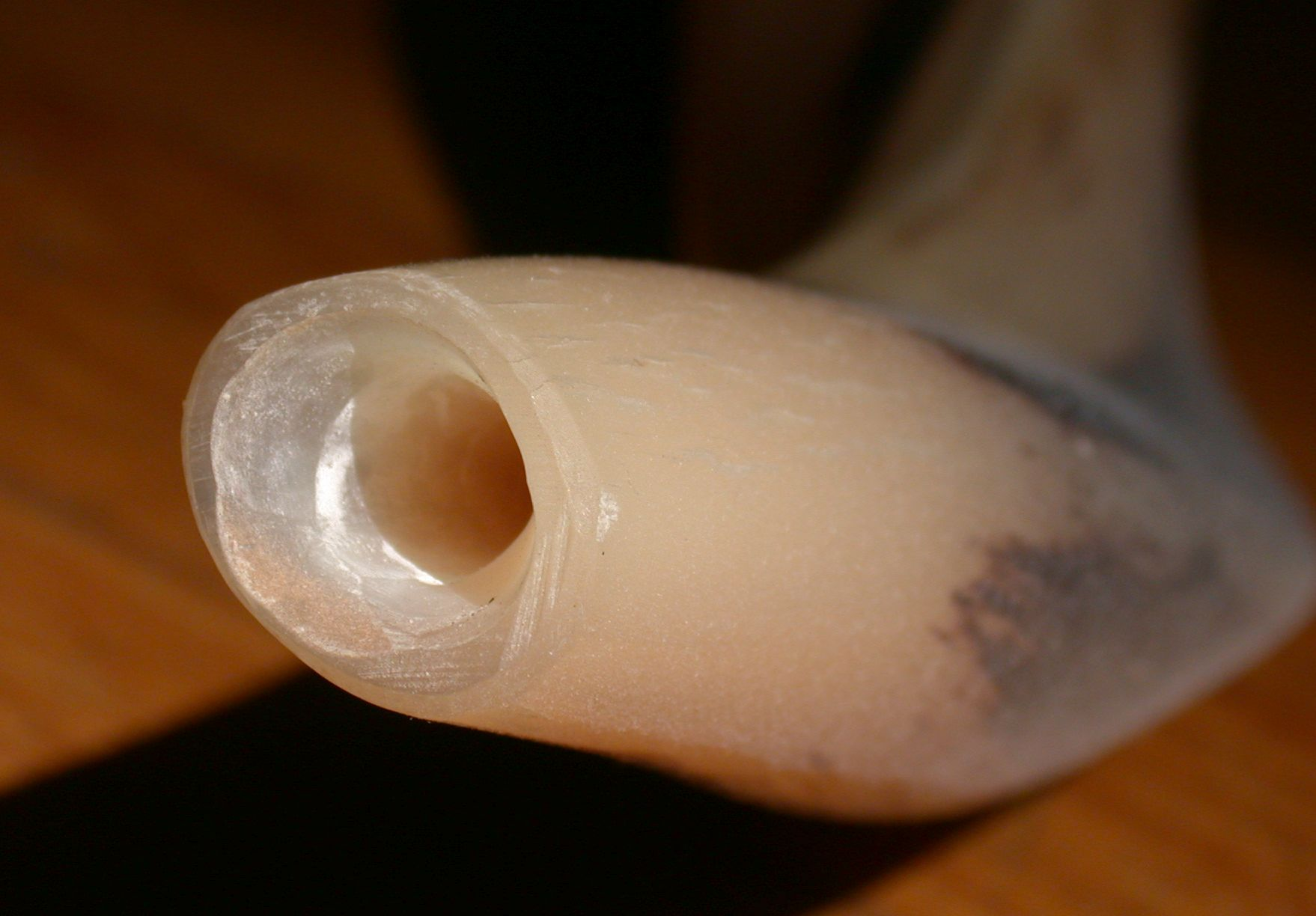
イエメン・ユダヤ人のショーファール（角笛）
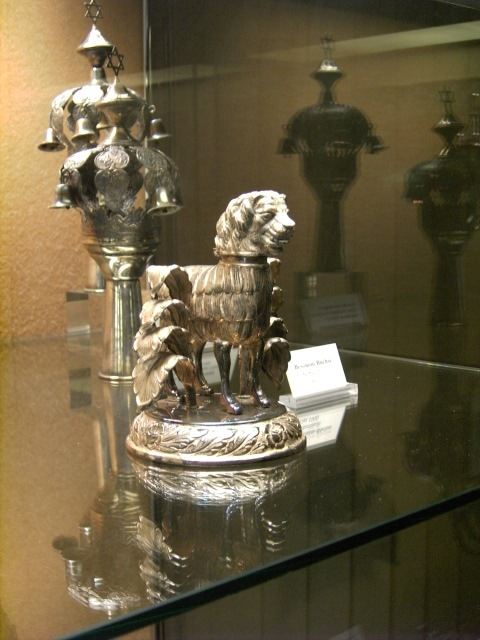
リンモーニーム、香炉
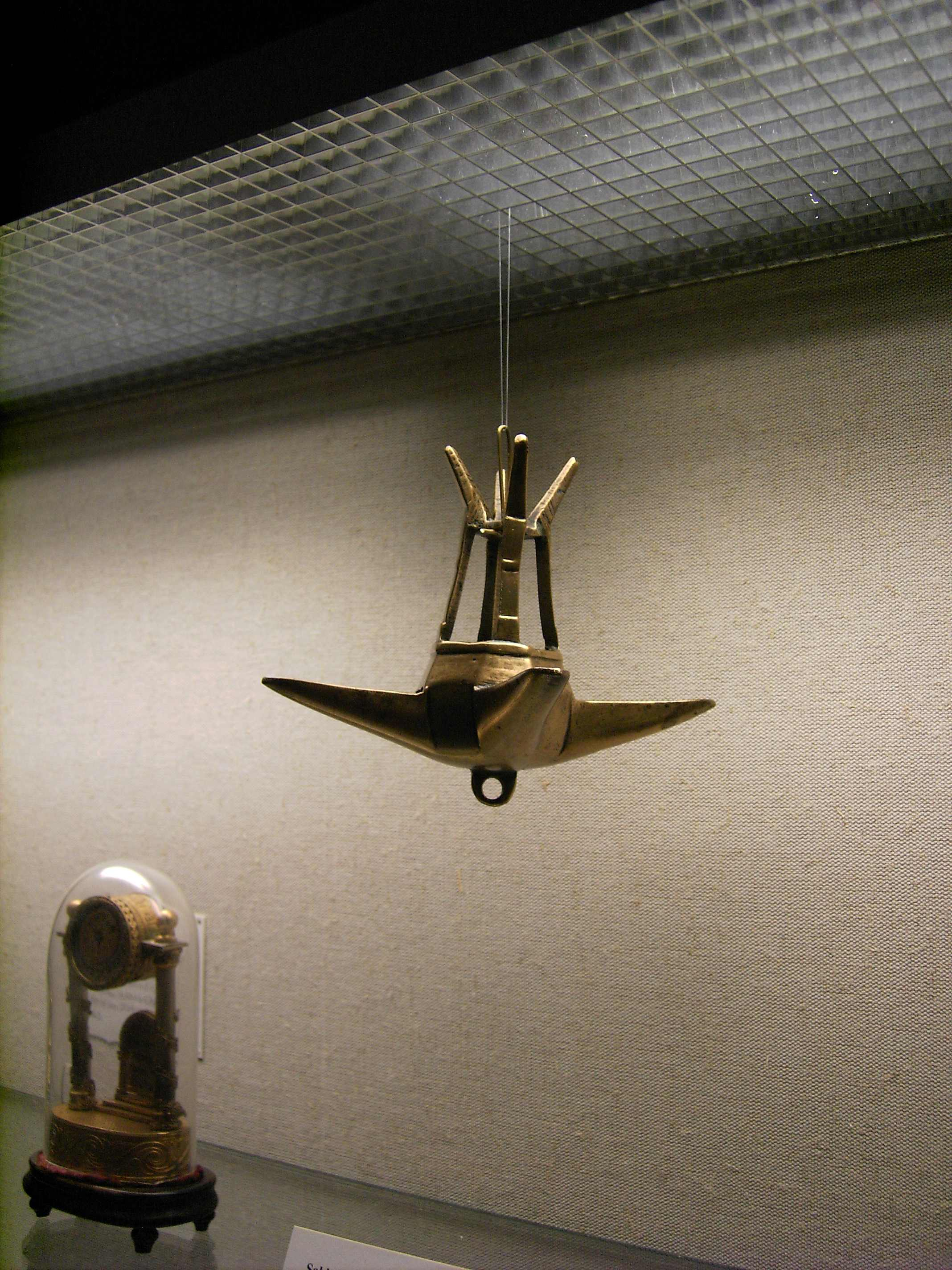
ネール・ターミード
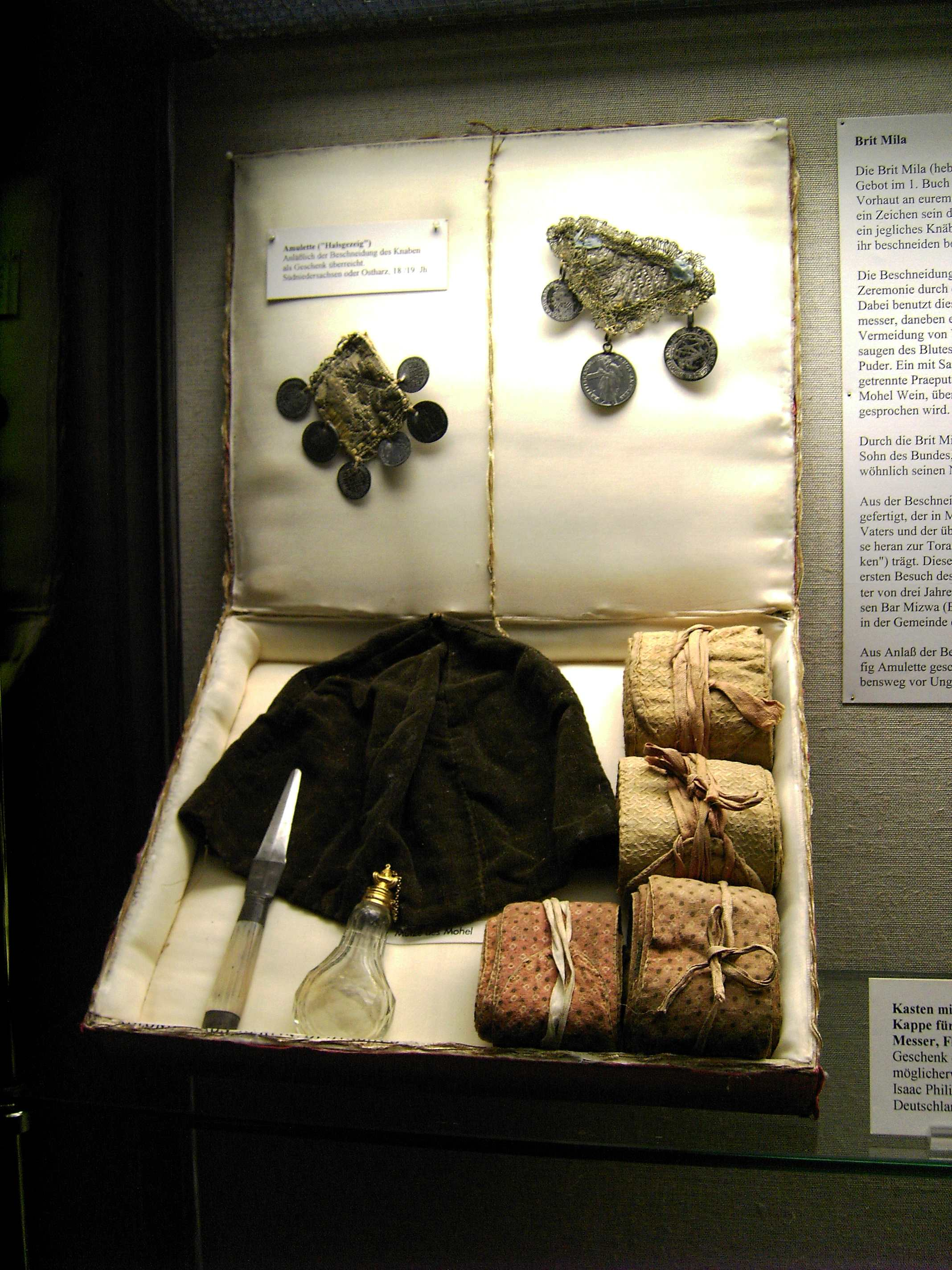
改宗手続き（ユダヤ人の場合は生後8日以内）のベリート・ミーラー（割礼）で使用する道具一式
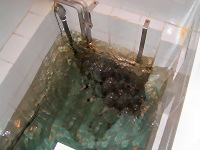
改宗手続きで使用するミクワー（ミクヴェ）

ユダヤ教では、以前の状態に関係なく、「地上の全ての民が」聖なるものに近づくことができる、救いを得ることができる、と考える。ダビデやマナセなどは、神に対して罪を犯したが、悔い改めた。また神はアブラハムの子からイサクだけを、イサクの子からはヤコブだけを選んだ。
すなわち、出自や血縁よりも教徒としての行動が重要視されることも多い。非ユダヤ人も神の下僕となり、神との契約を守るならユダヤ教徒になることができるとされる。反対にイスラエルの子孫であっても偶像崇拝などの罪を犯せば、サマリア人のように祝福から漏れてしまう。
ユダヤ教を信仰する者をユダヤ人と呼ぶため、初期のキリスト教徒はすべてユダヤ人だった。「ユダヤ人キリスト教徒」という呼称も成立する。これはイエスがモーセの預言したメシアであることによる。
このように、内面的な信仰を育むために行動・生活を重視し、また唯一の神は遍在（ヘブライ語ラテン文字転記：maqom）すると考える傾向（特にハシディズムに良く現れる概念）がある(キリスト教と共通する)ため、ユダヤ教の内部にはイスラム教的な意味での排他性は存在しない。
ラビユダヤ教の7つの戒めとは、タルムードの記載によれば神がノアを通じて全人類に与えたものといわれる七つの戒めのことである。7つの戒めを守ろう道もユダヤ教並の神へ帰る道であるとされる。
ユダヤ戒律の一部は他の宗教もみられる。たとえばユダヤ仏教、ユダヤ・ヒンドゥー教などがある。

## 教義・信仰
ユダヤ教徒は聖書を学び常に神に近づくために努力する。タルムードやミドラーシュや偽典なども使われる。タルムードは2世紀頃からユダヤ人の間で幾たびも議論の末に改良を重ねられてきたラビの意見を編纂したもので、聖書を編纂する際に漏れた話などが載っている。

### メシア思想
メシア（救世主）が来臨し，人々を救うという預言がある。神の国とは見える形でやって来るものではなく、また地上のものでもなく、天にいる神と御使と聖徒達のものである。
メシアはダビデ王の末裔とされ，彼は地上にメシア的王国と呼ばれる王国を樹立するとされる。（このメシアがイエスであるとするのがキリスト教である。）

### 教育
ユダヤ教において最も特徴のある分野は教育であり、ユダヤ教徒は教育こそが身を守る手段と考え、国を守るには兵隊を生み出すよりも子供によい教育を受けさせるべきとされている。そのため一般大衆のほとんどが文盲だった紀元前からユダヤ人の共同体では授業料を無料とする公立学校が存在していた。平均的なユダヤ教徒は非常に教育熱心で、また所得水準も高い。家庭では子供に聖書の知識を教えるように推奨される。また子供でも神の知識があれば神の知識のない老人よりも優れているとされ、ユダヤでは8歳で王になったものもいる。
シェオール、ハデスなどと呼ばれる死後の世界が存在するとされる。そこで悪人は滅ぼされる。
また天というのは見える天（空）と見えない天がある。
死後の審判の時に、律法を守っていたものが救われる。
またカバラ神学では、魂は個体の記憶の集合体であり、唯一神はすべての生命に内在し、ただ唯一神は永遠の魂（命の木）である。個体が善悪を分かち、銘々の記憶は神へ帰っている。神はただ記憶を収集し、善悪を分かたない。神では、善の記憶が再創造の素材になり、悪の記憶がなくなる。
カバラでは以下のような寓話がある：毎年贖罪の日ではすべての生命は死んで、生き返り、悪もなくなる。あるいは、毎年角笛吹きの祭から贖罪の日までの間にすべての生命は死んで、記憶が神へ帰った。贖罪の日から光の祭りまでの間に神は再創造し、善の記憶がすべての生命へ帰った。死亡はただ贖罪の日と同じである。

### 労働
労働は神の行った行為のひとつであるため、神聖な行為と考えられている。そして、安息日と呼ばれる休日を週1回は必ず行うべきであり、安息日の間は労働はしてはならず、機械に触れてもいけない。自分自身を見つめ、自分と対話したり、家族と対話したりする。
人間は創造主の代わりに労働をする存在として作られたとされる。
労働により得た賃金や物質は一部を創造主に捧げなければならない。

### 性
ユダヤ教では性衝動や性行為は自然なもので、必要悪と見なすことは無い。夫婦の性行為はそれを捻じ曲げることがむしろ罪であるとされる。また、快楽を伴わない性行為も罪であるとされる。
ただし妊娠・出産を重視する教義のために、保守的な派閥の一部には、自慰行為を悪とみなす意見が存在する。
ミシュナーに記述されたイェフーダー・ハン＝ナーシーの言葉によると、女性は3歳と1日になったら結婚をすることができる。ニッダーとサンヘドリンの記述によると、3歳と1日の少女は父親の許可の下、性行為によって婚約する。ラビ・メイルは、2歳と1日の少女も性交によって婚約することができると述べている。ラヴ・ヒスダは3歳以下の少女は性交で処女膜が破れたとしても再生すると述べており、例えそれが改宗者や捕虜や元奴隷だったとしても、その少女が3歳と1日よりも年少の場合は処女とみなされ、結婚契約額が支払われるとケトゥボットに記されている。アヴォダー・ザラー37aには、異教徒の少女は3歳と1日で性行為に適するという章句がある。異邦人の娘であるユスティニアは、6歳で結婚し、7歳で出産したというが、一般的には女性は12歳と1日になれば妊娠に適齢であると考えられていた。

## 第一律法と第二律法
モーセが神から受けた律法を第一律法、ユダヤ人の罪によって加えられた律法を第二律法という。第一律法は主に道徳について、第二律法は主に儀式や祭日や生け贄についてである。第二律法はユダヤ人が自分達の救世主をどうやって殺すかということをヤハウェが予言したものである。第一律法は「あなたの神ヤハウェを愛しなさい」が中心となり、あらゆることに応用される。ヤハウェは人間を霊において自分の似姿に創ったので、ヤハウェを愛する人間は人間も愛さなければならない。ヤハウェとヤハウェの霊は一つであり、それに対応して人間は男女に作られた。そのためヤハウェが永遠に一つであり、他に神がいないので、男女の結婚も同様に永遠に一つでなければならない。結婚を禁じてはいけない。他の神々を拝んではならないように、結婚した者以外との性交は禁じられる。また全てがヤハウェの物であるので、盗んではいけない。人間はヤハウェの似姿であるので、人間を殺してはいけない。天地の全ての物はヤハウェが創ったものであるので、ヤハウェに捧げ物をしてはいけない。ヤハウェは食物のために植物を創ったので、動物を食べてはいけない。ヤハウェは常に聖でありその知恵は止まることなく流れ続けるので、安息日だけでなく日々聖でなければならない。悪を断たなければならないので、ヤハウェは断食を求めない。心を覆う悪を取り除かなければならないので、ヤハウェは割礼を求めない。第二律法には割礼のない人間は祭りのときにエルサレムで犠牲の肉を食べてはいけない、外で種無しパンだけ食べるようにと書いてある。ユダヤ戦争のときに祭りでエルサレム内にいたものはローマ軍の包囲に合い多くが命を落とした。これは割礼やエルサレムでの礼拝や肉食が悪いことを説明している。ヤハウェは人間の心をご存知であるので、心を尽くして精神を尽くして思いを尽くして、人間は心をヤハウェに捧げなければならない。ヤハウェは天地を自分の言葉で創ったので、人間は偽証してはいけない。アルコールや煙草は人体を傷つけるので摂取してはいけない。人間は霊において清められなければならないので、バプテスマの儀式をしてはいけない。天が神の住まいであり、人間は霊において神を礼拝しなければいけないので、人間は神殿を造ってはいけない。楽器を作って無意味な音を出してはいけない。アザゼルの山羊という話があり、山羊と羊を選び、山羊を逃がし羊を生け贄にするという話が第二律法にあるが、これは強盗バラバとイエスを予言したものである。

## 教派
- 正統派
  - 超正統派
    - ハシディズム

  - 現代正統派ユダヤ教

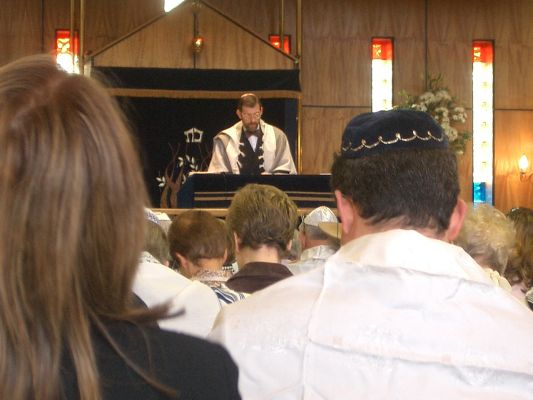
改革派の礼拝

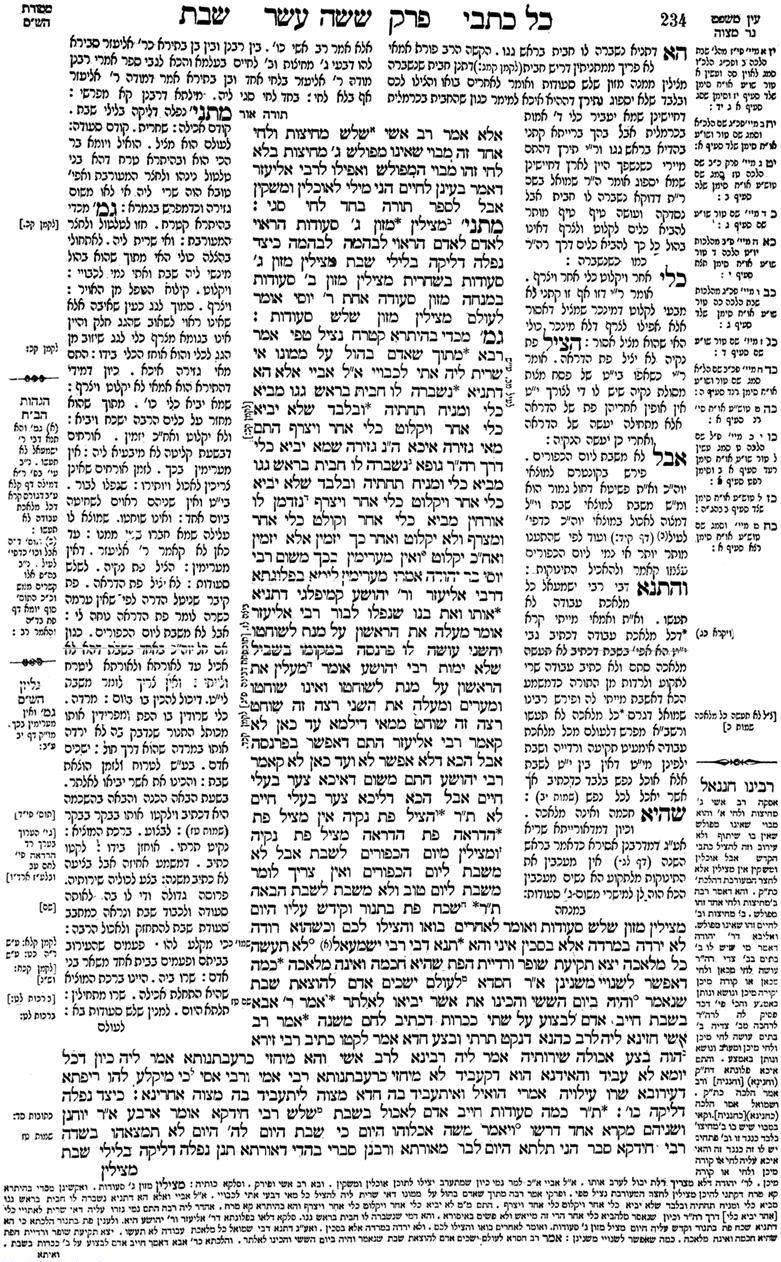
タルムードの文章

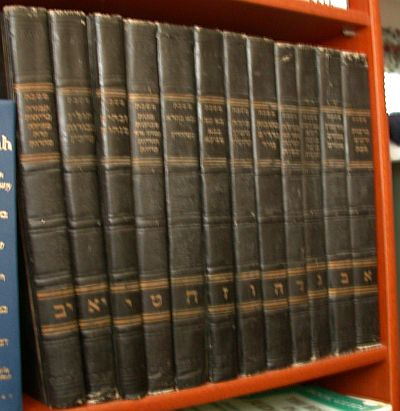
バビロニア・タルムードの一部

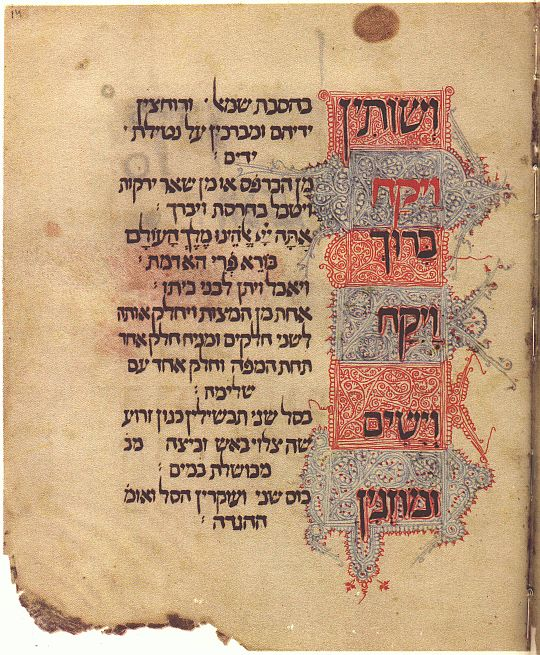
ハッガーダー・シェル・ペサハ

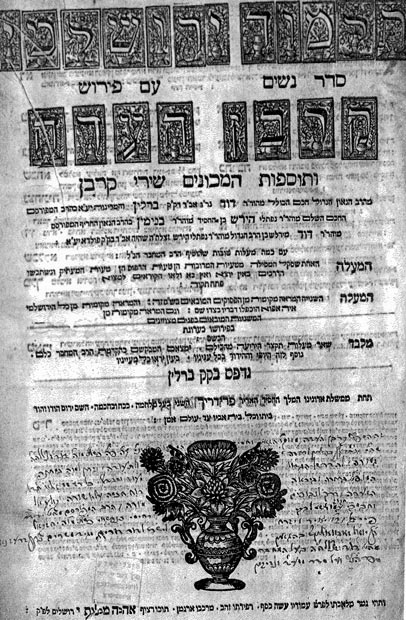
ハラーハー文学

  - 新正統派「トーラー・イム・デレフ・エレツ Torah 'im Derekh Eretz：聖地の道と共にあるトーラー」（新正統派神学 Neo-orthodoxyではない）
- 保守派
- 伝統派（マーソルティー）
- シャブタイ派（サバタイ派）
- 改革派
- 再建派
- カライ派
- フランク派

他にヒューマニズム・ユダヤ教 Humanistic Judaism、自由主義ユダヤ教 Liberal Judaism、進歩主義ユダヤ教といった教派がある。

## 信徒分布

イスラエルの宗教別人口推移（1949年-2015年）
ユダヤ教徒、
ムスリム、
キリスト教徒、
ドゥルーズ派、
その他

21世紀初頭において、ユダヤ教徒が多数を占めている国家はイスラエル一国のみであり、2014年においては人口の約75%がユダヤ教徒によって占められている。これはイスラエルがもともと19世紀末以降に盛んになったパレスチナにユダヤ民族の故郷を再建しようとする運動、いわゆるシオニズムの結果として生まれた国家であり、ユダヤ教徒・ユダヤ人の祖国として建設されたことに由来する。このために、1920年代以降パレスチナにはユダヤ教徒が大挙移民として流入するようになり、1948年のイスラエル独立後にこの流れはさらに加速した。イスラエル独立とそれに続く第一次中東戦争によって、イスラエルとアラブ諸国との関係が極度に悪化し、それまでアラブ諸国内においてイスラム教徒と共存していたユダヤ教徒のほとんどがイスラエルへと移民したからである。この移民の波は1948年から1951年までの間に最盛期を迎え、その後も継続した。イスラエル政府は1950年に帰還法を制定し、国外のユダヤ教徒がイスラエルへと移民することを認めた。こうしたことからイスラエルにおいてユダヤ教徒は人口のみならず文化的にも経済的にも主流派となっている。しかし継続するユダヤ教徒移民の波にもかかわらず、イスラエルにおけるユダヤ教徒の割合は減少傾向にある。
イスラエルは宗教の自由を認めており、イスラム教徒などユダヤ教以外の宗教も信仰の自由は保障されているが、ユダヤ教のイスラエル国家に対する影響力は強く、政治と宗教の関係に関しては同国内で激しい論争がある。各教派の自立性も高く、超正統派に至ってはイスラエルのユダヤ人に義務として課せられている兵役が免除されているほどだったが、2014年にイスラエルのクネセトで超正統派にも兵役の義務を課す法案が可決され、2017年より超正統派にも兵役が課せられることとなった。イスラエルのユダヤ教徒は多くの教派に分立しており、厳格に戒律を守るものが約20%、ある程度戒律を守っているものが60%、ほとんど戒律を気にしないものが20%となっている。いくつかの教派は政界に進出してある程度の政治的発言力を有している。
それ以外の国家においてユダヤ教徒の割合が2%を超える国家は存在しないが、歴史的な事情からヨーロッパには古くからユダヤ人のコミュニティが存在し、現代においても各国ごとに数万人から数十万人のユダヤ教徒が存在する。新大陸の発見以降、ヨーロッパから移民の押し寄せた南北アメリカ大陸においても事情は同じで、多くの国にユダヤ教徒のコミュニティは存在する。特にユダヤ教徒の数が多いのはアメリカ合衆国で、統計によって数値が異なるもののおそらくイスラエルとほぼ同じかやや多い程度のユダヤ教徒が存在すると推定されている。

## 歴史

### ユダヤ教の組織の概略

#### タナハ（モーセ五書、預言書、諸書）時代
ヤハウェ信仰に改宗した、もと「異邦人」をゲール・ツェデク (gēr tzedeq、正しい改宗、改宗者）、イスラエル人、あるいはヤハウェ信徒以外でイスラエルの地に住んだ人々をゲール・トーシャーブ (gēr tōšābh) Ger Toshav（正しい異邦人、寄留者）と呼んだ。
- 祭壇（ミズベーアハ）での信仰
- 幕屋（移動式テント神殿、タバナクル）での信仰
- エルサレム神殿での信仰（ソロモンの神殿 Solomon's Temple）
- 預言者によるユダヤ教

#### 第二神殿時代
- ハスモン家
- エッセネ派（イースィーイーム）
- ファリサイ派
  - ミシュナー
  - シナゴーグでの信仰
  - ヒレル派
  - シャンマイ派
- サドカイ派
- 熱心党（ゼローテース）（政治的な団体）
- シカリー Sicarii（政治的な団体）
- ユダヤ教グノーシス
- 死海文書

#### 中世初期
- カライ派
- タルムーディズム
- カバリズム
- ガオンのユダヤ教、ラビ・ユダヤ教、ラバナイト
- ユダヤ哲学（ユダヤ思想） Jewish Rationalism

#### 中世後期
- ルリアニック・カバラ（イツハク・ルリア）
- ハラハーのユダヤ教
  - アシュケナジムのユダヤ教
    - 初期のミスナグディーム（エリヤ・ベン・ソロモン<ヴィルナのガオンen:Vilna Gaon>など）
    - 初期のハシディズム（イスラエル・ベン・エリエゼルなど） Early Hasidic Judaism

  - セファルディムのユダヤ教 Sephardic Judaism（スペイン、北アフリカ、トルコなど）
  - ミズラヒムのユダヤ教 Mizrahi Judaism（イエメン・ユダヤ人<テーマーニー>、イラク、ペルシア系、その他全て）

#### 現代
- 正統派
  - ハレディーム
    - ハシディズム
      - ハバド・ルバヴィッチ派 Chabad Lubavitch
      - サトマール派 Satmar
      - ゲル Ger
      - ボボフ派 Bobov
      - ブレスロフ派（ブラツラフ派） Breslov（ナフマン・ブラツラフなど）
      - プッパ Puppa
      - ヴィジュニッツ派 Vizhnitz（その他星の数ほど。ハシディズムの宮廷（王朝、ホイフン hoyfn, コート court）に関しては、ハシディズムの宮廷の一覧を参照）

    - 近代ミスナグディーム
      - ムーサール運動
      - トーラー・イム・デレフ＝エレツ Torah im Derech Eretz （デレフ＝エレツと共にあるトーラー）デレフ＝エレツ（聖地の道）とは、トーラーの実践のこと。新正統派創設者ザームゾン・ラーファエル・ヒルシュによる哲学
      - リトアニアのイェシーバー世界（ハイム・ヴォロジンなど）。現在はイスラエル、アメリカ、イギリスに移動。リトアニア人の一覧、Lithuanian Jews (Litvak) もあわせて参照
        - コッレーリーム Kollelim
        - イェシーバーの世界

    - ナートーレー・カルター（ネトゥレイ・カルタ）

  - 現代正統派ユダヤ教
    - イェシーバー大学の世界
      - アメリカ・ラビ評議会 Rabbinical Council of America

    - 正統派ユダヤ教信徒協会連合 The Union of Orthodox Jewish Congregations of America [注 4]

  - 宗教シオニズム Religious Zionism（→シオニズム：ツィーヨーヌース、ツィヨヌート tziyyônūth (tzīyônūth) ）
    - 精神的シオニズム duchovnij cionizm （近代にはアハド・ハアムなど）
    - 文化シオニズム cultural Zionism （近代はマルティン・ブーバーなど）
      - イフード ’ichūdh
        - ミズラヒ Mizrachi

    - 国民宗教党（マフダル） Miphlāghāh dhāthīth-lə’ummīth, MaPhDaL

  - バアル・テシューバー運動 Ba‘al Təšūbhāh
    - アイシュ・ハ＝トーラー Aish HaTorah
    - ナショナル・ジューイッシュ・アウトリーチ・プログラム（教化プログラム） National Jewish Outreach Program
- 保守派ユダヤ教
  - 保守派ユダヤ教シナゴーグ連合 United Synagogue of Conservative Judaism
  - マーソルティー（伝統派）
    - ヒューマニスティック・ジュダイズム Humanistic Judaism
- 改革派ユダヤ教
  - 改革派ユダヤ教の連合 en:Union for Reform Judaism
- 再建派ユダヤ教
  - ユダヤ教復興（ジューイッシュ・リニューアル） Jewish Renewal
  - ネオ・ハシディズム Neo Hasidism
- ファラシャのユダヤ教
- ヘレニズム的ユダヤ教 Hellenistic Judaism
- ネオ・ジュダイズム Neo Judaism
  - サンニカンドロ San Nicandro （ユダヤ教に改宗したイタリア人キリスト教徒の一派）QUESTO SITO PUO Area Geografica di Attività
- アバユダヤ Abayudaya（改宗ウガンダ人）、ミゾ Mizo（改宗者）、ブラック・ジュー参照
- サマリア教 Samaritanism - 現在ユダヤ教の一派となっている。サマリア人参照。
- ノアヒディズム Noahidism（ノアの法 Noahide Laws参照）

### 派生した思想・組織

#### ユダヤ＝キリスト教徒
ユダヤ教・キリスト教に共通の信条・教義を認める人々（Judeo-Christian, Judeochristianity）。ユダヤ教からの視点では、キリスト教は行動・行為の実践よりも信仰を重視するものが多く、イエスをメシアとする、原罪、贖罪、再臨信仰などの三要素ほか、さまざまな点において、ユダヤ教との違いが指摘される（教祖をメシアとするキリスト教的にも異端とされる物を含む）。
- エビオン派 Ebionites
- エルカス派 Elkasites
- ナザレ派→イエスの死後キリスト教として分離
- イエスのためのユダヤ人（イエスのためのユダヤ人運動）Jews for Jesus（原理主義的発想はユダヤ教には馴染まないとして、ユダヤ人の間から批判されている）
- メシアニック・ジュダイズム（ユダヤ教の伝統を保ちながらイエスをメシヤと信じる信仰。正統派からは異端視されている）
  - メシアニック・リニュード・ジュダイズム
- ユダヤ人キリスト教徒
- キリスト再臨論 Adventism
  - セブンスデー・アドベンチスト教会
- キリスト＝イスラム伝統 Christo-Islamic
  - モリスコ Morisco

#### ユダヤ＝イスラム伝統
イスラムは、キリスト教と違って正しい信仰より正しい行動を重視し、割礼やイスラム法と司法律法、カシュルートとハラールなどで共通点と持つ。二つの伝統の間に位置する人々もいる（Judeo-Islamic）。
- シャブタイ派 Sabbatianism（ユダヤ教の中のメシア運動）
  - デンメ派 Dönmeh（もとシャブタイ派の隠れユダヤ教徒）

#### 隠れユダヤ教徒 (クリプト・ユダヤ)
弾圧などによってユダヤ教の信仰を密かに続けてきた人々（Crypto-Judaism）。
- マラーノ
- コンベルソ
- マンダ教 （イラク南部に現存する、古代グノーシスの流れを組む一派）
- ラスタファリ運動

ユダヤ仏教徒とユダヤ=ヒンドゥー教徒
7つの戒めとは、タルムードの記載によれば神がノアを通じて全人類に与えたものといわれる七つの戒めのことである。7つの戒めを守ろう道もユダヤ教並の神へ帰る道であるとされる。
ユダヤ戒律を破らずにいれば、ユダヤ教と他の宗教を習合することができるとされる。たとえばユダヤ仏教、ユダヤ=ヒンドゥー教などがある。

## 祭日
- ユダヤ暦
- ユダヤ教の祝祭日
- 角笛吹きの祭り
- 贖罪の日
- 過ぎ越し
- 仮庵の祭り
- 刈り入れの祭り
- 光の祭り

## 服飾
- 頭蓋（ユダヤ教衣装）
- 肩掛け（ユダヤ教衣装）
- 房（ユダヤ教衣装）
- 聖書小箱（ユダヤ教衣装）（英語版）（テフィリン）